# هيرلين
هيرلين Heerlen  هي بلدية بمقاطعة ليمبورخ، هولندا.

## طوبوغرافيا
خريطة طوبوغرافية هولندية لبلدية هيرلين، يونيو 2015، (تقرأ بعد ثلاث نقرات على الخريطة)

## أعلام
- رويل بروفيرز
- سوزان ايرينز
- جينين هينيس بلاسخارت
- كيفن هوفلاند
- كارين كروتزن